# RTorrent
rTorrent è un client BitTorrent per sistemi operativi Unix-like.
A differenza della maggior parte dei client BitTorrent, rTorrent è privo di una tradizionale interfaccia grafica avanzata, presentando invece una scarna interfaccia ncurses che ne permette l'utilizzo da terminale a caratteri.
Scritto in C++ da Jari Sundell, rTorrent è software libero disponibile con licenza GNU GPL.